# Nu-Mixx Klazzics Vol. 2
Nu-Mixx Klazzics Vol.2 – album zawierający remiksy utworów amerykańskiego rapera 2Paca. Jest kontynuacją Nu-Mixx Klazzics Jej sprzedaż wyniosła ponad 15 000 kopii w ciągu pierwszego tygodnia dzięki czemu zadebiutował na 45 pozycji na Billboard 200.

## Lista utworów
| #  | Utwór                                        | Gościnnie(s)                     | Producent(s)                                | Długość utworu |
| -- | -------------------------------------------- | -------------------------------- | ------------------------------------------- | -------------- |
| 1  | „Picture Me Rollin”                          | Kurupt, Butch Cassidy            | Street Radio, Bob Perry, Arnold Mischkulnig | 3:39           |
| 2  | „Keep Goin'[Nu-Mixx]”                        | Hussein Fatal                    | Street Radio                                | 3:16           |
| 3  | „What'z Ya Phone # [Nu Mixx]”                | Candy Hill                       | Illmind                                     | 3:51           |
| 4  | „Staring Through My Rear View”               | Dwele                            | Street Radio, Bob Perry, Arnold Mischkulnig | 4:15           |
| 5  | „Hail Mary (Rock Remix)”                     | Outlawz                          | Ill Will Fulton                             | 4:20           |
| 6  | „Got My Mind Made Up [Nu-Mixx]”              | The Outlawz, Kurupt              | Street Radio, Bob Perry, Arnold Mischkulnig | 5:12           |
| 7  | „Pain [Nu Mixx]”                             | Styles P, Butch Cassidy          | Black Jeruz                                 | 4:53           |
| 8  | „Lost Souls [Nu-Mixx]”                       | The Outlawz                      | Street Radio, Bob Perry, Arnold Mischkulnig | 4:37           |
| 9  | „Wanted Dead or Alive”                       | Snoop Dogg                       | Jiggolo                                     | 3:03           |
| 10 | „Initiated [Nu-Mixx]”                        | Boot Camp Clik                   | Jake One                                    | 3:46           |
| 11 | „How Do U Want It [Nu Mixx]”                 |                                  | BIGG E.D.I.                                 | 4:08           |
| 12 | „Picture Me Rollin'”                         | The Outlawz                      | Claudio Cueni                               | 5:10           |
| 13 | „Lost Souls'” (Best Buy Bonus track)         | Daz Dillinger & M-1 of dead prez | Street Radio, Bob Perry, Arnold Mischkulnig | 4:57           |
| 14 | „Initiated [Nu Mixx] (Best Buy Bonus Track)” | Boot Camp Click                  | Jake One, Street Radio                      | 4:33           |